# سوفیا دی مارتینو
سوفیا دی مارتینو (انگلیسی: Sophia Di Martino؛ زادهٔ ۱۵ نوامبر ۱۹۸۳) بازیگر سینما اهل انگلستان است. وی از سال ۲۰۰۴ میلادی تاکنون مشغول فعالیت بوده‌است. از فیلم‌ها یا برنامه‌های تلویزیونی که وی در آن نقش داشته‌است می‌توان به دیروز، لوکی اشاره کرد.